# Kerstin Claus (Journalistin)

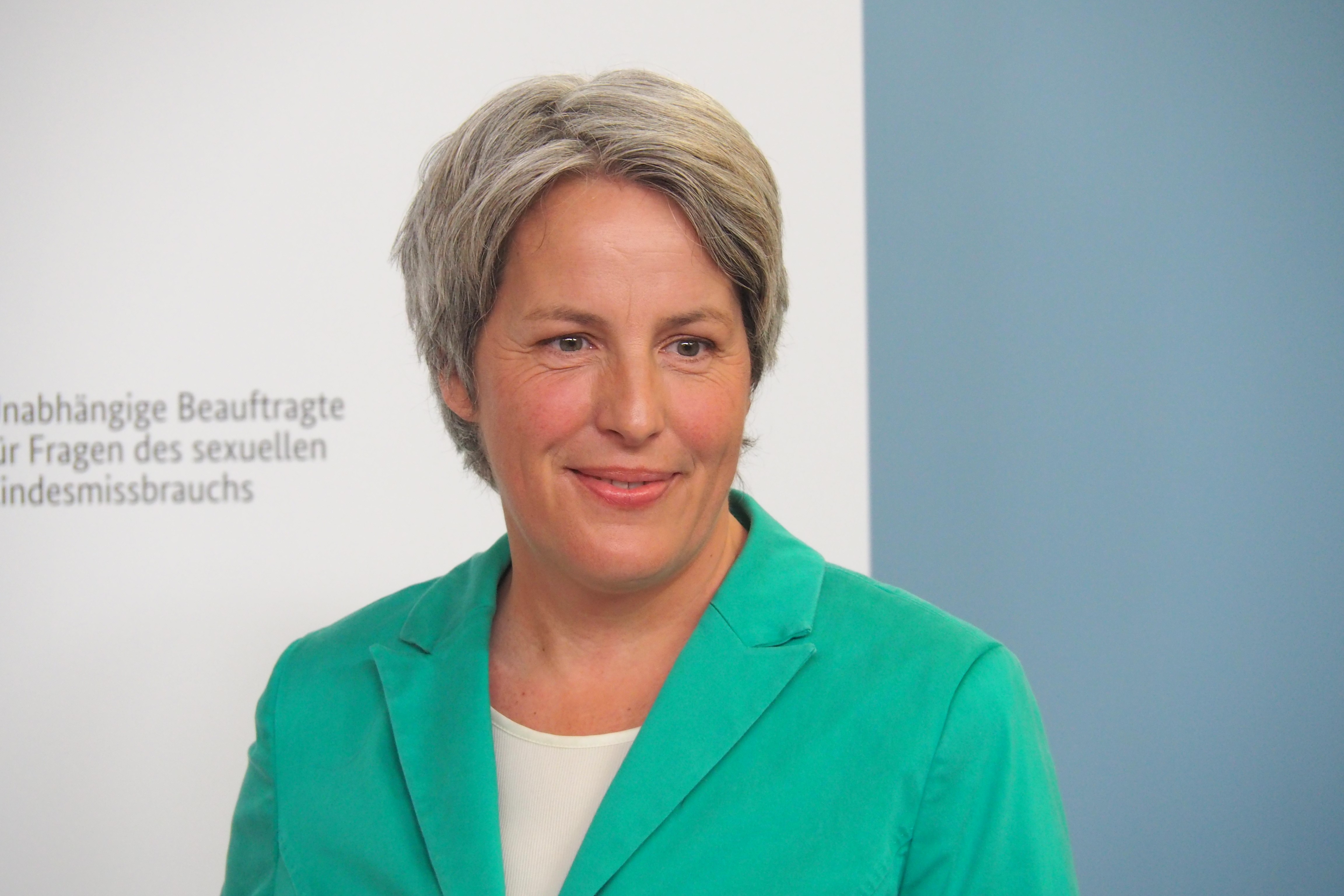
Kerstin Claus (2022)

Kerstin Claus (* 1969 in München) ist eine deutsche Journalistin und Systemische Organisationsberaterin. Seit April 2022 ist sie Unabhängige Beauftragte für Fragen des sexuellen Kindesmissbrauchs (UBSKM).

## Ausbildung, Beruf und Familie
Wie Claus gegenüber der Zeitschrift Chrismon berichtete, war sie als Jugendliche zwischen 1984 und 1987 von dem jungen evangelischen Pfarrer ihres Wohnorts in der Nähe von Passau sexuell missbraucht worden. Wegen Verfahrensfehlern wurde dieser nicht von der Landeskirche suspendiert, sondern konnte bis zum Eintritt in den Ruhestand als Pfarrer arbeiten, wenn auch zuletzt nicht mehr im Umgang mit Kindern und Jugendlichen. Aus ihrem eigenen Erleben schöpft Claus die Motivation für ihr Engagement gegen sexuelle Gewalt: "Kerstin Claus schaut nach vorn. Sie will anderen helfen, denen ähnliches Unrecht geschah wie ihr."
Claus legte 1990 ihr Abitur am Gymnasium Vilshofen ab. Anschließend studierte sie an der Universität Regensburg und der Ludwig-Maximilians-Universität München Neuere deutsche Literatur, Deutsch als Fremdsprache und Wirtschafts- und Sozialgeschichte und schloss ihr Studium im Jahr 2000 mit dem Abschluss Magister Artium ab. Von 1995 bis 1996 studierte sie Broadcast Journalism an der Syracuse University im US-Bundesstaat New York mit einem Stipendium der Fulbright-Kommission. Zwischen 2016 und 2020 absolvierte sie den Masterstudiengang Systemische Beratung an der Technischen Universität Kaiserslautern. In ihrer Masterarbeit beschäftigte sie sich mit der (Un-)Möglichkeit von Aufarbeitung sexueller Gewalt gegen Kinder und Jugendliche im Kontext Kirche.
Von 1996 bis 2022 war Claus in verschiedenen Stationen im Journalismus tätig: Sie arbeitete als Redakteurin für ZDF heute, das heute-journal und das Landesstudio München, zwischen 2001 und 2004 für den SWR-Hörfunk und Deutsche Welle TV, südliches Afrika. Von 2001 bis 2004 übernahm sie zudem für die Heinrich-Böll-Stiftung Südafrika diverse Projektarbeiten vor Ort, u. a. Presse, PR, Veranstaltungen und Schulungen.
Seit 2015 berät und schult Claus Politik und Institutionen zu Fragen der Prävention, Intervention, Hilfen und Aufarbeitung im Themenfeld sexueller Gewalt an Kindern und Jugendlichen. Die Implementierung starker Strukturen der Betroffenenbeteiligung war ihr hierbei ein besonderes Anliegen.

### Unabhängige Beauftragte für Fragen des sexuellen Kindesmissbrauchs
Am 30. März 2022 berief das Bundeskabinett Kerstin Claus auf Vorschlag des Bundesministeriums für Familie, Senioren, Frauen und Jugend (BMFSFJ) für eine Amtszeit von fünf Jahren als Unabhängige Beauftragte für Fragen des sexuellen Kindesmissbrauchs (UBSKM). Seit 1. April 2022 bekleidet Claus als Nachfolgerin von Johannes-Wilhelm Rörig das Amt.
Kerstin Claus ist verheiratet und hat zwei Kinder.

## Mitgliedschaften und ehrenamtliches Engagement
Kerstin Claus engagiert sich seit Jahren haupt- und ehrenamtlich gegen sexuelle Gewalt an Kindern und Jugendlichen. Sie war Mitglied im Betroffenenrat beim UBSKM (2015–2022) und im Nationalen Rat gegen sexuelle Gewalt an Kindern und Jugendlichen (2019–2022). Im Rahmen dessen war sie u. a. Gast in der Unabhängigen Kommission zur Aufarbeitung sexuellen Kindesmissbrauchs und Mitglied der AG Aufarbeitung Kirchen des UBSKM.
Seit 2015 ist Claus Mitglied im Verein Autismus Rheinhessen e. V., in dem sie drei Jahre Teil des Vorstands war (2018–2021). Kerstin Claus ist seit 2010 Mitglied bei Bündnis 90/Die Grünen.